# Scolecocampa liburna
Scolecocampa liburna är en fjärilsart som beskrevs av Charles Andreas Geyer 1823. Scolecocampa liburna ingår i släktet Scolecocampa och familjen nattflyn. Inga underarter finns listade.

## Bildgalleri

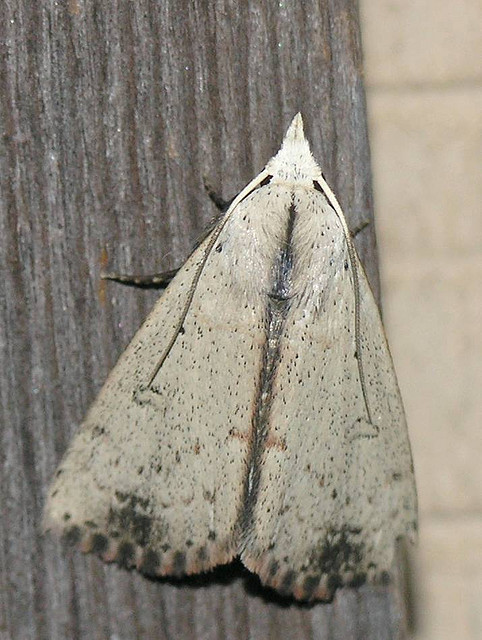
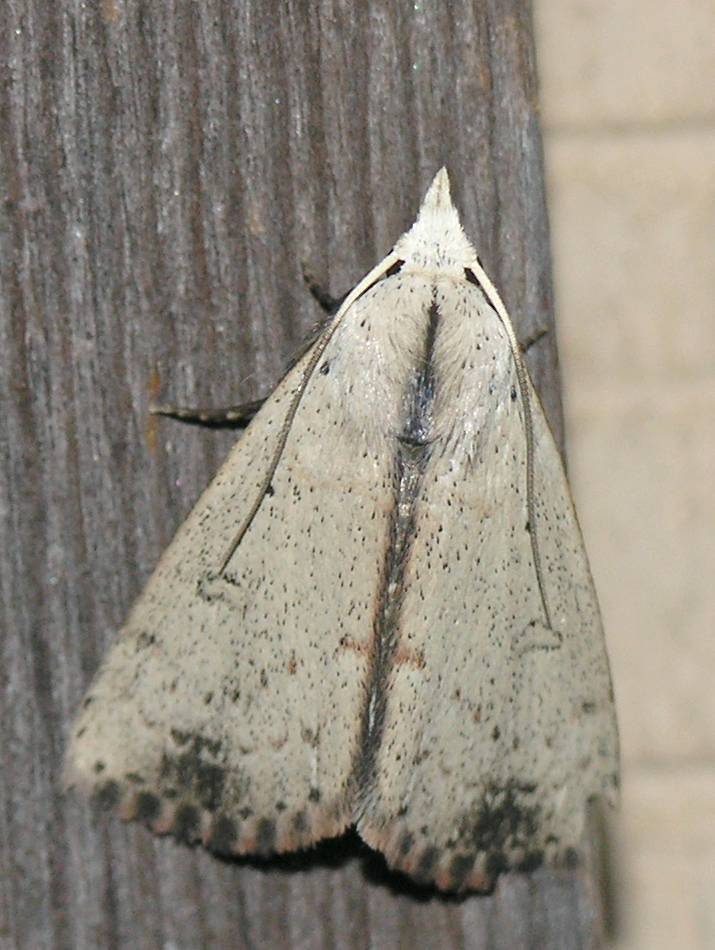